# Big Fish and Begonia
 (décembre 2019).
Big Fish and Begonia (chinois simplifié : 大鱼海棠 ; pinyin : Dàyú Hǎitáng) est un film d’animation chinois coréalisé et coproduit par Xuan Liang et Chun Zhang, sorti en 2016.
Ce long-métrage s'inspire d'anciennes légendes traditionnelles chinoises. Plusieurs éléments de la culture chinoise y sont présentés.
De nombreux éléments de styles cinématographiques et artistiques peuvent évoquer les films du Studio Ghibli,.

## Synopsis
Chun, une jeune adolescente, vit dans un monde situé sous les fonds marins. Ce pays est étroitement lié à celui des humains. Les êtres qui peuplent ce monde ne se considèrent pas comme des dieux, mais comme « Les Autres », des individus capables de contrôler la nature, le temps, les marées et le changement des saisons. Leur mission est de veiller sur l'âme des vivants en les protégeant après leur mort.
Chun, après avoir atteint l'âge de 16 ans, est envoyée dans le monde des hommes sous la forme d'un dauphin orange afin d'accomplir son rituel de passage à l'âge adulte et comprendre les lois de la nature. Elle souhaite faire l'expérience du monde humain et non pas simplement l'observer. Durant son voyage, elle découvre la beauté et la magnificence du monde des hommes, mais se rend aussi compte de sa dangerosité. Prise au piège dans un vortex, elle est sur le point d'être tuée avant d'être sauvée in extremis par Kun, un garçon humain, qui se noie après coup. Consumée par la culpabilité, Chun décide de s'opposer aux interdictions de son monde et se lance dans une aventure épique pour redonner vie au jeune homme. Elle devient protectrice de son âme et le protège vigoureusement contre tous ceux qui pourraient la gêner dans son périple, y compris sa propre famille.

## Fiche technique
- Titre original : chinois simplifié : 大鱼海棠 ; pinyin : Dàyú Hǎitáng
- Titre français et international : Big Fish and Begonia
- Réalisation : Xuan Liang et Chun Zhang
- Scénario : Xuan Liang, d’après sa propre histoire
- Musique : Kiyoshi Yoshida
- Direction artistique : Chun Zhang
- Photographie : Xuan Liang
- Montage : Yiran Tu
- Production : Liang Xuan, Zhang Chun et Wang Changtian
- Sociétés de production : Beijing Enlight Media ; B&T et Studio Mir (coproductions)
- Société de distribution : Beijing Enlight Media
- Budget : 4 531 653 $[6]
- Recette : 84 552 250 $[6]
- Pays de production :  Chine
- Langues originales : mandarin, anglais
- Format : couleur - Dolby Digital
- Genre : animation, conte
- Durée : 105 minutes
- Dates de sortie :
  - Chine : 3 juillet 2016 (avant-première à Chengdu) ; 8 juillet 2016 (sortie nationale)
  - France : 12 juin 2017 (Festival international du film d'animation d'Annecy) ; 17 août 2018 (VOD)

## Production
Les réalisateurs racontent qu'en 2004, alors qu'ils se préparent à participer à une campagne publicitaire organisée par « boîte aux lettres 263 » dans le but de gagner 80 000 yuans, Liang Xuan fait le rêve d'un poisson qui grandit et devient extrêmement gros. À son réveil, il raconte son rêve à Zhang Chun, futur co-réalisateur, et ce dernier est conquis par cette idée.
Les deux amis réalisent d'abord pour le concours, à l'aide du logiciel Flash, en 2004, une publicité en animation de 7 minutes intitulé Big Fish & Chinese Flowering Crabapple : Une petite fille recueille une baleine, la garde dans une tasse, la baleine grandit et finalement seul le ciel peut l'accueillir. L'annonce remporte le vote. Les deux hommes remportent pourtant le deuxième prix de 20 000 yuans car « boîte aux lettres 263 » ne remet à personne le jackpot promis de 80 000 yuans. Liang Xuan et Zhang Chun poursuivent l'entreprise en justice, le procès dure 3 ans. Ils récupèrent finalement les 80 000 yuans promis et décident de finaliser leur rêve en long métrage d'animation. Ils créent  Biantian (Beijing) Media Co., Ltd le 3 mars 2005.
Les deux se sont immergés dans le projet, terminant le scénario en 2009, mais le financement s'est rapidement épuisé. Malgré le fait que de nombreux investisseurs s'intéressaient au monde fantastique du film, personne ne croyait qu'un tel film pourrait être un succès financier. Le projet a été mis de côté pendant plusieurs années jusqu'à ce que Liang publie sur Weibo en juin 2013, demandant de l'aide et faisant passer le mot sur le film.
De nombreux fans d'animation l'ont appelé « l'aube de l'industrie de l'animation chinoise » et l'ont élu « film d'animation le plus attendu ». La qualité du clip de 7 minutes, le grand intérêt et plus tard le grand succès d'un autre long métrage d'animation chinois très rentable, Monkey King: Hero Is Back, ont été les facteurs qui ont incité Beijing Enlight Pictures à investir dans le projet.
Deux versions, en 2D et en 3D, ont été réalisées, la seconde ayant contribué à son immense succès en Chine. Produit pour environ 10 millions de dollars, il a généré 84 millions de dollars de recettes en Chine.
Une suite du film est actuellement en préparation.

## Accueil

### Sorties et festival
Big Fish and Begonia sort en avant-première mondiale le 3 juillet 2016 à Chengdu en Chine avant la sortie nationale dès le 8 juillet 2016.
En France, il est présenté le 12 juin 2017 au Festival international du film d'animation d'Annecy, puis diffusé sur Netflix depuis le 17 août 2018.

## Distinctions
Le film reçoit plusieurs distinctions prestigieuses comme le Coq d’or du meilleur film d’animation.
Le film reçoit une note de 91 % d'approbation sur le site Rotten Tomatoes et de 75 % sur le site The Movie Data Base.